# 塔馬國家自然公園
塔馬國家自然公園（西班牙語：Parque nacional natural Tamá）是哥倫比亞的國家公園，位於該國東北部北桑坦德省，處於哥倫比亞東部山脈，成立於1977年5月2日，面積480平方公里。